# Danielopolina elizabethae
Danielopolina elizabethae är en kräftdjursart som beskrevs av Louis S. Kornicker och Thomas M. Iliffe 1992. Danielopolina elizabethae ingår i släktet Danielopolina och familjen Thaumatocyprididae. Inga underarter finns listade i Catalogue of Life.